# Карбонилна група
Карбонилната група представлява въглероден атом, свързан чрез двойна връзка с кислороден атом (=C=O). Тъй като въглеродният атом е от четвърта валентност, може да образува още две връзки. В зависимост от това с какви атоми/алкилови остатъци/функционални групи е свързан, се образуват различни класове органични съединения, като алдехиди (един водороден атом и един алкилов остатък), кетони (два алкилови остатъка), карбоксилни киселини (една хидроксилна група и един алкилов остатък) (както и техните производни – соли, естери, анхидриди, аминокиселини и др.), амиди, имиди, въглехидрати (монозахариди, алдоза, захар и др.). Съединенията, съдържащи карбонилна група, се наричат и карбонилни съединения. Поради разпространеността на карбонилната група и нейната реактивоспособност тя се смята за най-важната функционална група в органичната химия.
Тъй като кислородният атом има по-висока електроотрицателност, електронната плътност е изтеглена към него и той има частичен отрицателен заряд (т.е. двойната връзка въглeрод – кислород е поляризирана). Типични реакции за двойните връзки са присъединителните реакции. Поради поляризираната връзка типична реакция за карбонилната група е т.нар. нуклеофилно присъединяване (AN). Друга типична реакция, в която участва карбонилната група, е нуклеофилното замeстване (SN). Карбонилната група може да се редуцира с водород, при което се получават алкохоли.